# Нана Іберійська
Нана (груз. ნანა) — королева-консорт Іберії в IV столітті (як друга дружина Міріана III). За її роль у наверненні грузин до християнства Грузинська православна церквою вважає її святою. Її канонізовано як Свята рівноапостольна цариця Нана (груз. წმინდა მოციქულთასწორი დედოფალი ნანა).

## Родина
Згідно з грузинськими літописами, Нана походила «із грецької території, з Понту, дочка Оліготоса». Міріан одружився з нею після смерті першої дружини (292 року на думку Кирила Туманова). Нана народила трьох дітей: синів Рева II, Вараз-Бакура I, і дочку, яка вийшла заміж за Пероза, першого Міхранідського володаря області Гугарк. «Понт» тут може означати Боспорське царство, яке тоді було клієнтською державою у Римській імперії. Туманов припускав, що ім'я батька Нани може бути грузинським перекрученням грецького «Олімпій» чи «Олімпус», володаря Боспорського царства, чий син Аврелій Валерій Согус Олімпіанус, римський губернатор Феодосії, відомий з надпису грецькою про 306, присвячених «Всевишньому Богу» з нагоди зведення єврейського «молитовного дому». Однак, Крістіан Сеттіпані вважає, що Нана є молодшою дочкою боспорського царя Фофорса.

## Навернення у християнство
Середньовічні грузинські джерела розповідають, що Нана була переконаною язичницею і зневажала християнське вчення, аж поки вона чудесним чином не вилікувалася від страшної хвороби, а тоді й навернулася у християнство місіонеркою Ніною Каппадокійською. Давньоримський вчений Руфін Аквілейський, який писав свою працю півстоліття по наверненні Іберії до християнства, ґрунтуючись на усних оповідях Бакуріуса Іберійського, також згадує про безіменну іберійську королеву, яку вилікувала полонена жінка-християнка. Вчення Ніни також спонукали царя Міріана прийняти християнство біля 337 року, і християнство стало офіційною релігією в Іберії. Нана пережила свого чоловіка на два роки і померла, за даними Туманова, 363 року. Вона була канонізована грузинською церквою. Традиційно вважається, що Нана і Міріан поховані у монастирі Самтавро в Мцхеті, де їхні могили досі демонструють.